# Асатрян, Гарник Серобович
Гарник Асатрян (арм. Գառնիկ Սերոբի Ասատրյան; род. 7 марта 1953, Тегеран) — армянский историк, исследователь истории иранских (курды, талыши) народов, специализируется на курдской племенной и языковой традиции. Преподаватель Ереванского государственного университета, создатель Центра современных курдских исследований, главный редактор журнала Iran and the Caucasus.

## Биография
Асатрян родился 7 марта 1953 года в Тегеране, в 1968 году эмигрировал в Ереван. В 1976 году окончил отделение курдоведения филиала иранистики Ереванского государственного университета.
С 1977 по 1986 год был аспирантом, а затем старшим преподавателем Института востоковедения АН СССР в Ленинграде в области древнеиранской культуры и языков (авестийской, согдийской, пехлевийской, персидской, курдской и иранской этнологии). Асатрян получил докторскую степень в Ленинградском университете в 1984 году и также в 1990 году в Академии наук СССР в Москве.
С 1985 по 1999 год был профессором Копенгагенского университета и участвовал в различных международных конференциях в Берлине, Москве, Копенгагене, Осло, Орхусе, Нью-Йорке, Лондоне, Вашингтоне, Тегеране и Париже.

## Научная деятельность
Составил 11 книг и более 125 научных статей на армянском, русском, английском, немецком, французском, турецком и курдском языках.
Является автором «Культурного словаря персидской этимологии», написанного на персидском языке и содержащего все исходные иранские слова с транскрипцией. Также является основателем двух журналов: «Ираннаме» и «Акта Курдика».

## Взгляды и критика
В интервью 1998 года Оннику Крикоряну Асатрян заявил, что курдской нации не существует из-за их языкового и религиозного разнообразия. Исследователь и эксперт по езидам Артур Родзевич утверждал, что трудно не рассматривать расхождение во мнениях Асатряна о курдах, езидах и отношениях между двумя группами как политически мотивированное, вытекающее из отношения «армян к … курдам».

В интервью «Голосу Армении» в декабре 2006 года Асатрян заявил, что:
Создание курдского государства — будь то на территории Турции или Ирака — представляет большую угрозу нашим национальным интересам. Сейчас предпринимаются попытки расчленить Ирак и создать на его территории курдское государство, которое станет прикрытием для Запада. Следует учитывать, что если с современной Турцией — состоявшимся государством, претендующим на Евросоюз, — возможен какой-то конструктивный диалог, то курдский массив — элемент непредсказуемый и неуправляемый, причём однозначно антиармянский. И никаких иллюзий на этот счёт быть не может.
Он подтвердил это убеждение «Голосу Армении» в ноябре 2009 года и далее заявил, что: «Наше [армянское] общество и некоторые политические круги явно недооценивают роль курдского фактора в прошлом и его опасность в будущем».

## Труды
- Этюды по иранской этнологии. Ереван: Кафедра Иранистики ЕГУ, 1998. — 117 с.
- Введение в историю и культуру талышского народа. Ереван: Кавказский центр иранистики, 2011. — 154 с.
- Этническая композиция Ирана: От 'Арийского простора' до Азербайджанского мифа. Монография. — Ереван: Кавказский центр иранистики, 2012. — 130 с.
- Азарбайджан и Арран: (Атурпатакан и Кавказская Албания). Ереван : М. Варандян, 1993. — 136 с. : ил., карты; 20 см; ISBN 5-80-79-0744-2.
- Азербайджан и Арран: Атурпатакан и Кавказская Албания Екатеринбург: Квадрига, 2011—182 с.
- Отглагольные имена в среднеперсидском и парфянском. (На материале турфанских текстов). Ереван: Изд-во АН АрмССР, 1989. — 127 с.
- Азербайджан и Арран: Атурпатакан и Кавказская Албания. Ереван: РАУ, 2020. — 120 с. — ISBN 978-9939-67-258-8.